# UC III
UC III è il terzo album in studio degli Unruly Child, uscito nel 2002. 

## Tracce
1. Tear Me Down
2. Falling
3. All Around Me
4. Bring Me Homs
5. Sleeping Town
6. You See Three
7. Kings of Tragedy
8. Vertigo
9. Shades of Love
10. Unruly Child
11. Something

## Formazione
- Philip Bardowell - voce
- Bruce Gowdy - chitarra, basso, batteria
- Guy Allison - tastiera, basso, batteria